# Paratrigonidium majusculum
Paratrigonidium majusculum är en insektsart som beskrevs av Heinrich Hugo Karny 1915. Paratrigonidium majusculum ingår i släktet Paratrigonidium och familjen syrsor. Inga underarter finns listade i Catalogue of Life.